# Day by Day/Shining Blue Rain
「Day by Day/Shining Blue Rain」（デイ・バイ・デー・シャイニング・ブルー・レイン）は、今井麻美の1枚目のシングル。2009年4月22日に5pb.Recordsから発売された。

## 概要
キュートな楽曲
の「Day by Day」は、ニンテンドーDS用ソフト『ケメコデラックス!DS〜ヨメとメカと男と女〜』のエンディングテーマ、ちょっと大人な雰囲気の「Shining Blue Rain」は、テレビ東京系『アニソンぷらす』3月度オープニングテーマとしてそれぞれ使用された。
特典として、『ケメコデラックス!DS〜ヨメとメカと男と女〜』のイラストが描かれた帯と、今井の写真が掲載された8頁からなるブックレットが封入されている

## 収録曲
（全作曲：沢村竣）
1. Day by Day [3:53]
作詞：吉野麻希、編曲：幡手康隆
2. Shining Blue Rain [4:24]
作詞：橋詰亮子、編曲：伊藤俊
3. Day by Day（off vocal）
4. Shining Blue Rain（off vocal）